# Шихашвили, Иосиф Георгиевич
Иосиф Георгиевич Шихашвили (1902 год, село Шрома, Сигнахский уезд, Тифлисская губерния, Российская империя — дата смерти неизвестна, село Шрома, Лагодехский район, Грузинская ССР) — звеньевой колхоза «Шрома» Лагодехского района, Грузинская ССР. Герой Социалистического Труда (1948).

## Биография
Родился в 1902 году в крестьянской семье в селе Шрома Сигнахского уезда (сегодня — Лагодехский муниципалитет). Окончил местную начальную школу. Трудился в частном сельском хозяйстве. Во время коллективизации вступил в колхоз «Шрома» Лагодехского района, председателем которого был Эраст Георгиевич Самаргвелиани. В послевоенное время возглавлял табаководческое звено.
В 1947 году звено под его руководством собрало с каждого гектара в среднем по 25,34 центнеров табачного листа с участка площадью 8,12 гектаров. Указом Президиума Верховного Совета СССР от 21 февраля 1948 года удостоен звания Героя Социалистического Труда за «получение в 1947 году высокого урожая сортового чайного листа и табака» с вручением ордена Ленина и золотой медали «Серп и Молот».
Этим же Указом звание Героя Социалистического Труда получили труженики колхоза бригадир Сергей Алексеевич Блиадзе, звеньевые Этери Георгиевна Камаридзе, Тит Алексеевич Бутлиашвили и Вахтанг Николаевич Гоголадзе.
За выдающиеся трудовые достижения в 1949 был награждён орденом Трудового Красного Знамени.
После выхода на пенсию проживал в родном селе Шрома Лагодехского района. Персональный пенсионер союзного значения. Дата смерти не установлена.
Награды
- Герой Социалистического Труда
- Орден Ленина
- Орден Трудового Красного Знамени (03.07.1950)